# 三大海角

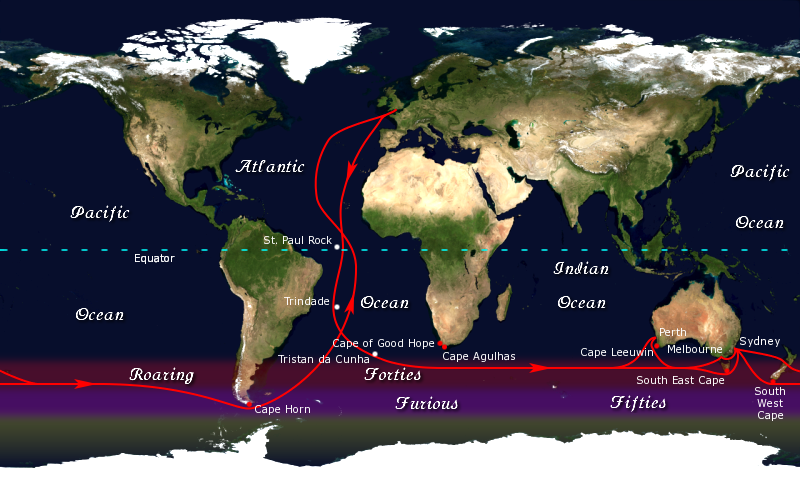
高速帆船航路經過三大海角。

在航海中，三大海角就是南冰洋三大海角——好望角 、露紋角、合恩角。 塔斯马尼亚的东南角和紐西蘭的西南角亦有時會歸納為高速帆船航路航經的主要海角。 傳統的高速帆船航路跟隨咆哮西風帶於這些海角的南方航行。由於這些海角的惡劣環境，故此成為航海的地標。
在現代，這些海角成為了帆船比赛的賽道的必經點。